# 사카이 고손
사카이 고손(일본어: 酒井 高聖, 1996년 3월 20일 ~ )는 일본의 축구 선수이다.

## 구단 경력
그는 2014년부터 2017년까지 J리그의 알비렉스 니가타, 후쿠시마 유나이티드 FC에서 활동하였다.